# Pico das Queimadas
O Pico das Queimadas é uma elevação portuguesa localizada na freguesia açoriana de Feteira, do concelho da Horta, ilha do Faial, arquipélago dos Açores.
Este acidente geológico encontra-se geograficamente próximo ao vulcão central da ilha do Faial que tem o seu ponto mais elevado no Cabeço Gordo do qual faz parte e que se eleva a 1043 metros de altitude acima do nível do mar.
O Pico das Queimadas encontra-se próximo ao Pico Cangueiro e da Serra da Feteira. Nas suas imediações nasce a Ribeira de Pedro que depois de atravessar junta à Feteira vai desaguar no mar no Oceano Atlântico junto ao Porto da Feteira.
Esta formação geológica localiza-se a 670 metros de altitude.